# Кривка (Гомельская область)
Кривка (бел. Крыўка) — деревня в Поболовском сельсовете Рогачёвского района Гомельской области Беларуси.

## География

### Расположение
В 22 км на юго-запад от районного центра и железнодорожной станции Рогачёв (на линии Могилёв — Жлобин), 143 км от Гомеля.

## Транспортная сеть
Транспортные связи по просёлочной, затем автомобильной дороге Бобруйск — Гомель. Планировка состоит из короткой, близкой к меридиональной ориентации улицы, застроенной односторонне деревянными усадьбами.

## История
Согласно письменным источникам известна с XIX века как небольшое селение. Согласно ревизских материалов 1859 года владение помещика Быковского. В начале 1920-х годов в поместье Кривка был создан колхоз «Труд». Во время Великой Отечественной войны каратели в 1944 году сожгли 9 дворов. В боях около деревни погибли 13 советских солдат и партизан (похоронены в 3 могилах на кладбище). 9 жителей погибли на фронте. Согласно переписи 1959 года в составе колхоза «Красная Армия» (центр — деревня Остров).

## Население

### Численность
- 2004 год — 26 хозяйств, 45 жителей.

### Динамика
- 1925 год — 20 хозяйств.
- 1940 год — 59 жителей.
- 1959 год — 190 жителей (согласно переписи).
- 2004 год — 26 хозяйств, 45 жителей.